# Arrocera Los Teros
Arrocera Los Teros ist eine Ortschaft in Uruguay.

## Geographie
Der Ort befindet sich auf dem Gebiet des Departamento Treinta y Tres in dessen Sektor 2. Arrocera Los Teros liegt nördlich bis nordnordwestlich von Villa Passano und Arrocera Procipa, östlich von Arrocera Bonomo und südlich von Arrocera Las Palmas.

## Einwohner
Arrocera Los Teros hatte bei der Volkszählung im Jahre 2011 21 Einwohner, davon acht männliche und 13 weibliche. Bei den vorhergehenden Volkszählungen von 1963 bis 2004 wurden für den Ort keine statistischen Daten erfasst.
| Jahr | Einwohner |
| ---- | --------- |
| 1996 | -         |
| 2004 | -         |
| 2011 | 21        |

Quelle: Instituto Nacional de Estadística de Uruguay